# Axinaea nitida
Axinaea nitida, zarcilleja,   es una especie de fanerógama perteneciente a la familia Melastomataceae; nativa de Sudamérica, en los Andes en Perú, entre 2200 y 3100 m s. n. m.
Es endémica del Perú. Solo se encuentra en áreas intervenidas por lo que está amenazada por pérdida de hábitat.

## Fuente
- World Conservation Monitoring Centre 1998.  Axinaea nitida.   2006 IUCN Lista Roja de Especies Amnazadas; bajado 20 de agosto de 2007